# 18322 Korokan
18322 Korokan è un asteroide della fascia principale. Scoperto nel 1982, presenta un'orbita caratterizzata da un semiasse maggiore pari a 2,7039496 UA e da un'eccentricità di 0,1627388, inclinata di 5,33902° rispetto all'eclittica.